# Jessica Barden
Jessica Barden (Northallerton, North Yorkshire, 21 de julio de 1992) es una actriz británica. 
Conocida por interpretar a Alyssa en la serie de Netflix The End of the F***ing World.

## Biografía

### Inicios
Nació en Northallerton (North Yorkshire) y se mudó a Wetherby en 1995. Asistió al insistituto Wetherby High School.
Su debut en la actuación empezó en 1999 con un pequeño papel en la serie de televisión Mis padres son aliens (un episodio) y más tarde en No Angels y The Chase (aparición de algunos episodios).
En 2007 se anunció que interpretaría a Kayleigh Morton en el serial televisivo de ITV Coronation Street. Hizo su primera aparición el 18 de marzo de 2007 y en abril de 2008 se anunció que lo dejaría junto al resto de la familia Morton (1 año y medio después). Su actuación final fue el 29 de septiembre de 2008.
En 2007 tuvo su debut en el cine en la comedia dramática Mrs Ratcliffe's Revolution. En 2009 participó en la aclamada Jerusalem en la Royal Court Theatre en el Sloan Square (antes de su traslado a The Apollo). En 2010 apareció en la película Tamara Drewe dirigida por Stephen Frears (adaptación del cómic del mismo nombre). Por este papel la nominaron a los ALFS Award de 2011 como Actriz británica del Año. Al año siguiente interpretó a Sophie en la película de Joe Wright Hanna (junto a Saoirse Ronan). Entre 2012 y 2015 apareció en la película de terror Comedown, en In the dark half junto a Tony Curran y en Mindscape, un thriller psicológico, junto a Taissa Farmiga. En 2014 tuvo un papel en Lullaby, una película independiente americana y en la adaptación como película del cómic The End of the F***ing World. En julio de 2015, interpretó el papel de Kit Carmichael en The Outcast, la serie adaptación de la novela de Sadie Jones. Ese mismo año tuvo el paple de Liddy en la adaptación de Thomas Vinterberg de Lejos del mundanal ruido. también tuvo un papel en la absurda comedia negra The Lobster dirigida por Yorgos Lanthimos. En 2016 tuvo un papel en película para televisión Ellen y a Jamine en la película de comedia Mindhorn. Este mismo año también protagonizó el cortometraje Sweet Maddie Stone, dirigido por el inglés Brady Hood. En 2017 tuvo un papel en la película de horror británica Habit y en la serie de Netflix The End of the F***ing World interpretando a Alyssa (papel protagonista) siendo la única del reparto habiendo participado en las dos adaptaciones (también en la de 2014). En 2018 interpretó a Blake en la película The New Romantic.

### Vida personal
Está casada con el cineasta Max Winkler desde marzo de 2021. El 19 de octubre de 2021, Barden anunció que había dado a luz a su primer bebé, una niña. Reside en Los Ángeles.

## Filmografía completa

### Cine
| Cine | Cine                       | Cine                       | Cine                       | Cine           | Cine              |
| Año  | Título                     | Título                     | Título                     | Rol            | Director          |
| Año  | Título original            | Título en España           | Título en Hispanoamérica   | Rol            | Director          |
| ---- | -------------------------- | -------------------------- | -------------------------- | -------------- | ----------------- |
| 2007 | Mrs Ratcliffe's Revolution | Mrs Ratcliffe's Revolution | Mrs Ratcliffe's Revolution | Mary Ratcliffe | Bille Eltringham  |
| 2010 | Tamara Drewe               | El regreso de Tamara Drewe | El regreso de Tamara Drewe | Jody Long      | Stephen Frears    |
| 2011 | Hanna                      | Hanna                      | Hanna                      | Sophie         | Joe Wright        |
| 2012 | Comedown                   | Comedown                   | Comedown                   | Kelly          | Menhaj Huda       |
| 2012 | In the Dark Half           | In the Dark Half           | In the Dark Half           | Marie          | Alastair Siddons  |
| 2013 | Mindscape                  | Mindscape                  | Mindscape                  | Mousey         | Jorge Dorado      |
| 2014 | Lullaby                    | Lullaby                    | Lullaby                    | Meredith       | Andrew Levitas    |
| 2015 | Far from the Madding Crowd | Lejos del mundanal ruido   | Lejos del mundanal ruido   | Liddy          | Thomas Vinterberg |
| 2015 | The Lobster                | Langosta                   | The Lobster                | Mujer          | Yorgos Lanthimos  |
| 2016 | Mindhorn                   | Mindhorn                   | Mindhorn                   | Jasmine        | Sean Foley        |
| 2017 | Habit                      | Habit                      | Habit                      | Lee Completed  | Simeon Halligan   |
| 2018 | The New Romantic           | The New Romantic           | The New Romantic           | Blake Conway   | Carly Stone       |
| 2019 | Jungleland                 | Jungleland                 | Jungleland                 | Sky            | Max Winkler       |
| 2020 | Holler                     | Holler                     | Holler                     | Ruth           | Nicole Riegel     |

### Televisión
| 1999      | My Parents Are Aliens                   |                 | Episodio: The date          |
| 2005      | No Angels                               | Lucy            | 1 episodio                  |
| 2006      | The Chase                               | Amy             | 1 episodio                  |
| 2007-2008 | Coronation Street                       | Kayleigh Morton | 72 episodios                |
| 2011      | Comedy Showcase                         | camarera        | Episodio: Chickens          |
| 2012      | Vera                                    | Stella Macken   | Episodio: he Ghost Position |
| 2013      | Coming Up                               | Ruby            | Episodio: Sammy's war       |
| 2013      | Chickens                                | Camarera/Penny  | 3 episodios                 |
| 2014      |                                         |                 |                             |
| 2015      | The Outcast                             | Kit Carmichael  | 2 episodes                  |
| 2016      | Murder                                  | Jess            | Episodio: The Big Bang      |
| 2016      | Penny Dreadful                          | Justine         | 6 episodios                 |
| 2016      | Ellen                                   | Ellen           | Película para la TV         |
| 2017      | The End of the F***ing World (Season 1) | Alyssa          | Protagonista                |
| 2019      | The End of the F***ing World (Season 2) | Alyssa          | Protagonista                |

### Vídeos musicales
| 29 de Octubre 2019 | Maniac | Conan Gray | Ella misma / interés amoroso |